# Ruth Wilson
Ruth Wilson (Ashford, 13 gennaio 1982) è un'attrice britannica.

## Biografia
Nel 2006 è la protagonista della miniserie TV Jane Eyre, per la regia di Susanna White. Nel 2009 è sul set della miniserie TV The Prisoner, per un totale di 6 episodi e in seguito nella serie TV Luther, prendendo parte a 6 episodi durante tutto il 2010. Nel 2012 recita nel film Anna Karenina nel ruolo della Principessa "Betsy". Nel 2013 prende parte al film The Lone Ranger interpretando Rebecca Reid.
Dal 2014 è tra gli interpreti principali della serie televisiva The Affair, per cui ha vinto un Golden Globe come miglior attrice in una serie drammatica. Nel 2018 ha recitato nella miniserie televisiva Mrs. Wilson, che racconta la vera storia di Alison Wilson, nonna paterna della Wilson, in cui l'attrice ha interpretato proprio il ruolo di sua nonna.

## Filmografia

### Attrice

#### Cinema
- Anna Karenina, regia di Joe Wright (2012)
- The Lone Ranger, regia di Gore Verbinski (2013)
- Saving Mr. Banks, regia di John Lee Hancock (2013)
- Suite francese (Suite française), regia di Saul Dibb (2014)
- Sono la bella creatura che vive in questa casa (I Am the Pretty Thing That Lives in the House), regia di Oz Perkins (2016)
- La ragazza del punk innamorato (How to Talk to Girls at Parties), regia di John Cameron Mitchell (2017)
- Dark River, regia di Clio Barnard (2017)
- L'ospite (The Little Stranger), regia di Lenny Abrahamson (2018)
- Omicidio nel West End (See How They Run), regia di Tom George (2022)

#### Televisione
- Jane Eyre, regia di Susanna White – miniserie TV, 4 puntate (2006)
- Suburban Shootout – serie TV, 10 episodi (2006-2007)
- Miss Marple (Agatha Christie's Marple) – serie TV, episodio 3x04 (2007)
- A Real Summer, regia di Stephen Poliakoff – film TV (2007)
- Capturing Mary, regia di Stephen Poliakoff – film TV (2007)
- Freezing – serie TV, episodio 1x02 (2008)
- The Prisoner, regia di Nick Hurran – miniserie TV, 6 puntate (2009)
- Small Island, regia di John Alexander – film TV (2009)
- Luther – serie TV, 15 episodi (2010-2019)
- The Affair - Una relazione pericolosa (The Affair) – serie TV, 42 episodi (2014-2018)
- Mrs. Wilson, regia di Richard Laxton – miniserie TV (2018)
- His Dark Materials - Queste oscure materie (His Dark Materials) – serie TV, 21 episodi (2019-2022)
- Oslo, regia di Bartlett Sher – film TV (2021)
- The Woman in the Wall, regia di Harry Wootliff e Rachna Suri – miniserie TV (2023)
- A Very Royal Scandal, regia di Julian Jarrold – miniserie TV (2024)

### Doppiatrice
- Locke, regia di Steven Knight (2013)

## Teatro
- Good. Sound Theatre di Londra (2005)
- Philistines di Maksim Gor'kij, regia di Andrew Upton. National Theatre di Londra (2007)
- Un tram che si chiama Desiderio di Tennessee Williams, regia di Rob Ashford. Donmar Warehouse di Londra (2009)
- Come in uno specchio, da Ingmar Bergman, regia di Michael Attenborough. Almeida Theatre di Londra (2010)
- Anna Christie di Eugene O'Neill, regia di Rob Ashford. Donmar Warehouse di Londra (2011)
- The El Train di Eugene O'Neill, regia di Same Yates e Ruth Wilson. Haxton Hall di Londra (2013)
- Constellations di Nick Payne, regia di Michael Longhurst. Samuel J. Friedman Theatre di Broadway (2015)
- Hedda Gabler di Henrik Ibsen, regia di Ivo van Hove. National Theatre di Londra (2016)
- Re Lear di William Shakespeare, regia di Sam Gold. Cort Theatre di Broadway (2019)
- La voce umana di Jean Cocteau, regia di Ivo van Hove. Harold Pinter Theatre di Londra (2022)
- The Second Woman, scritto e diretto da Anna Breckon. Young Vic di Londra (2023)

## Riconoscimenti
- Golden Globe
  - 2008 – Candidatura alla Miglior attrice in una mini-serie o film per la televisione per Jane Eyre
  - 2015 – Miglior attrice in una serie drammatica per The Affair - Una relazione pericolosa
- Laurence Olivier Awards
  - 2010 – Miglior attrice non protagonista per Un tram che si chiama Desiderio
  - 2012 – Miglior attrice per Anna Christie
  - 2017 – Candidatura alla Miglior attrice non protagonista per Hedda Gabler
- Tony Award
  - 2015 – Candidatura alla Miglior attrice protagonista in un'opera teatrale per Constellations
  - 2019 – Candidatura alla Miglior attrice non protagonista in un'opera teatrale per Re Lear

## Doppiatrici italiane
Nelle versioni in italiano delle opere in cui ha recitato, Ruth Wilson è stata doppiata da:
- Selvaggia Quattrini in The Affair - Una relazione pericolosa, His Dark Materials - Queste oscure materie, Oslo
- Chiara Colizzi in Jane Eyre, Luther
- Giuppy Izzo in The Lone Ranger, Saving Mr. Banks
- Stella Musy in Suite francese, La ragazza del punk innamorato
- Francesca Manicone in Anna Karenina, Omicidio nel West End
- Chiara Gioncardi in The Woman in the Wall, A Very Royal Scandal
- Deborah Ciccorelli in Sono la bella creatura che vive in questa casa
- Paola Majano in Miss Marple
- Laura Lenghi in The Prisoner

Da doppiatrice è sostituita da:
- Marina Guadagno in Locke